# Florian Ceynowa
Florian Ceynowa (Língua cassúbia Florian Cenôwa) (Sławoszyno, Casúbia, 4 de maio de 1817 - 26 de março de 1881) foi um médico. Ele desenvolveu um alfabeto cassubiano, escreveu uma gramática cassubiana (1879, publicou uma coleção de histórias históricoetnográficas da vida dos cassubianos (Skórb kaszébsko-slovjnckjé mòvé, 1866-1868), além de escrever vários trabalhos menores.